# Atalantia guillauminii
Atalantia guillauminii är en vinruteväxtart som beskrevs av Walter Tennyson Swingle. Atalantia guillauminii ingår i släktet Atalantia och familjen vinruteväxter. Inga underarter finns listade i Catalogue of Life.